# Girlfriends (film 2009)
Girlfriends è un film del 2009 diretto da Kang Suk-bum.
Si basa sull'omonimo romanzo del 2007 dello stesso titolo di Lee Hong, che ha vinto il 31º premio Writer of Today.

## Trama
La 29enne Song-yi (Kang Hye-jeong) inizia a frequentare il suo collega Jin-ho (Bae Soo-bin). Ma quando sospetta che Jin-ho la stia tradendo, decide di incontrare "l'altra donna", solo per scoprire che non ha una, ma due, altre "amiche": Jin (Han Chae-young), Jin -ho il primo amore, è un organizzatore di feste sexy e di successo, mentre Bo-ra (Huh E-jae) è uno studente universitario senza paura e giovane. Da un lato, Song-yi vuole mantenere Jin-ho tutta per sé, ma stranamente, cresce vicino alle altre due donne e il loro gusto simile negli uomini diventa la base di una grande amicizia e di una relazione amorosa appassionata e incestuosa.